# Maksim Matlakov
Maksim Matlakov (rus: Максим Матлаков; Sant Petersburg, 5 de març de 1991) és un jugador d'escacs rus: Максим Матлаков que té el títol de Gran Mestre Internacional des de 2009.
A la llista d'Elo de la FIDE del gener de 2022, hi tenia un Elo de 2674 punts, cosa que en feia el jugador número 18 (en actiu) de Rússia, i el número 65 del rànquing mundial. El seu màxim Elo va ser de 2738 punts, a la llista del novembre de 2017.

## Resultats destacats en competició
Matlakov fou tercer al Campionat del món de la joventut a la categoria Sub-12 el 2003, 8è el 2004 i tercer el 2005 a la categoria Sub-14 el 2004, i 10è a la categoria Sub-18 el 2008 i campió Sub-18 el 2009.
El 2012 fou 2n–14è (6è al desempat) al 13è Campionat d'Europa Individual amb 8 punts d'11 i es va claassificar per la Copa del Món del 2013, on va derrotar el GM holandès Jan Smeets a la primera ronda però va ser eliminat per Shakhriyar Mamedyarov a la segona ronda.
El 2009, Matlakov va guanyar el Campionat Ciutat de Sant Petersburg i també va guanyar el Memorial Gipslis el 2009. El 2011 empetà 4t–12è amb Vadim Zvjaginsev, Sergey Volkov, Ernesto Inarkiev, Vladímir Fedosséiev, Evgeny Tomashevsky, Boris Grachev, Sanan Sjugirov i Sergei Rublevsky en la principal Lliga del Campionat de Rússia a Taganrog. El 2013 Matlakov empetà en el 1r–11è amb Pavel Eljanov, Dmitry Kokarev, Alexander Areshchenko, Denis Khismatullin, Oleg Korneev, Dragan Solak, Vadim Zvjaginsev, Sanan Sjugirov, Ivan Bukavxin i Ildar Khairullin al Memorial Txigorín a Sant Petersburg. El 2014, va empetà en el 1r–4t amb Alexander Moiseenko, Michal Krasenkow i Mateusz Bartel a l'Obert de Moscou i empetà en el 2n–5è amb Parimarjan Negi, Gawain Jones i Maksim Rodshtein a la Politiken Cup a Helsingor.

### Participació en competicions per equips
Matlakov va guanyar la medalla de plata individual pel tauler 5 a Sant Petersburg a la Copa d'Europa de clubs d'escacs de 2013.